# 追擊8月15
《追擊8月15》是一部2004年香港科幻喜劇片，由馬偉豪及鄭保瑞執導，馬偉豪與陳詠燊編劇，鄭中基、蔡卓妍、黃浩然及秦海璐主演，講述一名警員與來自未來的少女機器人展開冒險旅程。電影2004年8月19日在香港上映。

## 演員
| 演員       | 角色           | 介紹 |
| 鄭中基     | 何若智         | 警察 為人貪生怕死，非常受女性歡迎，將於8月15日死去 |
| 蔡卓妍     | 陳美玲／機械人 | 孤兒出身，長大後於重慶大廈以協助罪犯逃離香港為生，幫助何若智其間愛上何若智，後來搶戰中被誤殺，何若智發憤圖強根據陳美玲樣子發明機械人，回到過去幫助何若智 |
| 秦海璐     | 張琪           | 警察 仰慕何若智，暗中幫助何若智 |
| 黃浩然     | 鄭偉明         | 警察 陷害何若智 |
| 樋口明日嘉 | 菅野真尤美     | 何若智未婚妻 |
| 葉山豪     | 細強           | 警察 |
| 鄒凱光     | 大輝           | 警察 |
| 何華超     | 小新           | 警察 |
| 元華       | 劉博士         | 發明家，何若智母情人 |
| 黃文慧     | 何若智母       | 經營洗衣舖，幫助何若智藏身 |
| 李霆鋒     | 小明           | 何若智之弟，何若智死後，其弟因此愛上陳美玲，於2054年根據陳美玲樣子發明機械人                                                                             |
| 許紹雄     | 喪B            | 因刀傷眼科醫生吳啟華而坐船逃往泰國 |
| 陸浩明     | 沙紙           | 喪B兒子 |
| 劉以達     | 大肥婆麥基華   | 綽號「變型金鋼」綁架天才，被自己手榴彈炸死 |
| 杜詩娜     | 邪釘橫輝       | 介紹陳美玲給何若智 |

## 剧情介绍
郑伟明警察洗黑钱，怕东窗事发找了何若智当替死鬼，机器人陈美玲18333号为了确保芯片之父的哥哥{何若智}在八月十五号死亡在跑马地玫瑰花园的历史进程，所以找到了何若智。在一场电影院中郑伟明的爱人麦基华的手链也就是洗黑钱保险柜的钥匙被何若智不小心拿到了。郑伟明假冒了何若智杀了警察，导致何若智被通缉。何若智为了逃亡结识了办假证的陈美玲，两人相爱了 。八月十五这天。郑伟明为了得到开保险杠的项链钥匙，绑架了何若智的前未婚妻真尤美。何若智和陈美玲机器人18333号达成交易，用自己死在八月十五跑马地玫瑰花园为筹码。换取陈美玲机器人18333用其内置的摄像头直播郑伟明警察的洗黑钱杀警察证据。美国机器人18503让爱迪生按时发明灯泡的任务失败，导致时空蝴蝶效应，郑伟明的爸爸认识了何若智的妈妈，并生下来郑伟明，就这样郑伟明变成了何若智的哥哥，按照历史进程芯片之父的哥哥死月玫瑰花园。因为哥哥只有一个，所以何若智变成芯片之父，由于按历史进程玫瑰花园里并没有记载了陈美玲的死亡。所以陈美玲机器人1号带了何若智回到了八月十四号。改变陈美玲死亡的结局

## 外部連結
- 互联网电影数据库（IMDb）上《追擊8月15》的资料（英文）
- 豆瓣电影上《追擊8月15》的資料 （简体中文）